# مارکو بانیچ
مارکو بانیچ (کرواتی: Marko Banić؛ زادهٔ ۳۱ اوت ۱۹۸۴) بازیکن بسکتبال اهل کرواسی است.
از باشگاه‌هایی که در آن بازی کرده‌است می‌توان به باشگاه بسکتبال بیلبائو و آلبا برلین اشاره کرد.
وی در مسابقات کشوری و بین‌المللی در مجموع برندهٔ ۱ مدال طلا شده‌است.